# 4 (album de Beyoncé)
4 este al patrulea album de studio al cântăreței americane Beyoncé, fiind succesor al succesului mondial I Am ... Sasha Fierce. Discul a fost lansat pe data de 28 iunie 2011 în SUA în două variante: o ediție standard ce conține 12 piese și o ediție de lux care conține 15 piese și trei remixuri ale single-ului Run the World (Girls). 

## Recenzii
Ziarul The Atlantic a comparat discul cu cel de al treilea album de studio al artistei, considerând că ,,4 arată un progres, o maturizare a concepției pe care o are Beyonce asupra lumii. Rolling Stone consideră albumul ,,mult mai relaxat, un set personal care scoate în evidență baladele și accentuează nuanțele artistei. E acel tip de album pe care îl face un artist când consideră că nu mai are nimic de demonstrat. Ology.com a oferit o critică pozitivă, spunând că ,,albumul e destul de ușor cel mai vibrant din cariera sa ... imploră să fie cântat live în fața a sute de mii de fani care țipă. Slant Magazine a declarat că ,,4, predominat de balade și intimitate, prezintă o Beyonce pregătită și fertilă, acordând albumului un scor de 3.5 din 5, fiind dezamăgit de lipsa up-tempo-urilor. Site-ul Culture Bully a oferit o recenzie negativă, considerându-l un album ,,nememorabil, criticând influența muzicii din anii 90 și considerându-l ,,un pas înapoi. 

## Discuri single

### Extrase
- Run the World (Girls) este primul extras single de pe album. A fost lansat la începutul lui aprilie. Piesa a activat moderat în topurile internaționale, neajungând la performanțele predecesoarelor sale. În SUA, piesa a obținut locul 29 în Hot 100, având un succes mai mare în țări precum Canada, Regatul Unit, Irlanda, Olanda, Noua Zeelandă, Portugalia, Coreea de Sud, Franța, Italia sau Australia unde s-a clasat în primele 20 de piese în clasamentele naționale. Piesa a primit un disc de aur în Australia pentru vânzări de peste 50 000 de copii.
- Best Thing I Never Had este lansat ca al doilea single al albumului pe 1 iunie în urma insuccesului primului single. Piesa activează în clasamentele internaționale, devenind un succes în Regatul Unit unde se clasează pe poziția a treia chiar de la debut. Piesa a activat în top 5 în țări ca Irlanda și Noua Zeelandă și a primit discul de aur în Australia. În SUA, piesa depășește performanțele predecesoarei, devenind primul hit de top 20 al artistei de la piesa Sweet Dreams până în prezent.
- Love On Top este lansat ca al treilea single în Australia. Piesa a debutat pe locul 20 în America, depășind performanțele primului single și devenind al doilea cel mai înalt debut din cariera artistei. În Australia, piesa a primit discul de aur și a atins poziția 21.

### Piese promo
- 1+1 a fost interpretat în cadrul emisiunii American Idol și lansat ca un single digital în aceeași zi. Piesa a intrat în topul american Hot 100 pe locul 57 și a vândut aproape 60 000 de copii.

## Piese

### Ediția standard
1. 1+1 (scris de Beyoncé Knowles, The-Dream, Tricky Stewart, Corey Jackson Carter; produs de The-Dream) 4:35
2. I Care 4:00
3. I Miss You (scris de Frank Ocean) 2:59
4. Best Thing I Never Had (scris de Babyface, J. Que, Knowles; produs de Symbolyc One) 4:13
5. Party (featuring Andre 3000) (produs de Kanye West, Consequence) 4:06
6. Rather Die Young 3:43
7. Start Over 3:19
8. Love On Top (scris de Ester Dean) 4:28
9. Countdown (scris de Ester Dean) 3:34
10. The End Of Time 3:44
11. I Was Here (scris de Diane Warren; produs de Ryan Tedder, Diane Warren) 4:00
12. Run the World (Girls) ( scris de Knowles, The-Dream, Adidja Palmer, Diplo, David Taylor, Afrojack; produs de Switch, Knowles, Shea Taylor) 3:55 

### Ediția japoneză
13. Dreaming

### Ediția de lux
13. Lay Up Under Me 4:13
14. School & Life 4:52 (scris și produs de The-Dream)
15. Dance for You 6:15
16. "Run the World (Girls)" (Kaskade Club Remix) 5:03
17. "Run the World (Girls)" (Red Top Club Remix) 6:03
18. "Run the World (Girls)" (Jochen Simms Club Remix) 6:16

## Clasamente
| Clasament                                    | Poziția maximă | Certificate | Vânzări |
| -------------------------------------------- | -------------- | ----------- | ------- |
| Australia (ARIA Albums Chart)                | 2              | Aur         | 35.000+ |
| Brazilia (Brazil Hot 100 - Top 30 Cds Sales) | 1              | 3xPlatină   | 100.000 |
| Belgia (Belgian Albums Chart - Wallonia)     | 5              |             |         |
| Belgia (Belgian Singles Chart - Flanders)    | 7              |             |         |
| Elveția (Switzerland Albums Chart)           | 1              |             |         |
| Franța (French Albums Chart)                 | 2              |             |         |
| Japonia (Oricon Weekly Chart)                | 10             |             | 18.000+ |
| Irlanda (Irish Albums Chart)                 | 1              |             |         |
| Noua Zeelandă (New Zeeland Albums Chart)     | 3              |             |         |
| Norvegia (Norwegian Albums Chart)            | 4              |             |         |
| Olanda (Dutch Albums Chart)                  | 2              |             |         |
| Regatul Unit (UK Albums Chart)               | 1              |             | 267.000 |
| Scoția (Scottish Albums Chart)               | 1              |             |         |
| Spania (Spanish Albums Chart)                | 1              |             |         |
| SUA (Billboard 200)                          | 1              | Platină     | 740.000 |